# 小行星1874
小行星1874（1874 Kacivelia）是一颗围绕太阳公转的小行星。1924年9月5日，謝爾蓋·別利亞夫斯基在克里米亚发现了此天体。
該小行星以克里米亞錫梅伊茲附近的村莊卡西維利（Kaciveli）命名。
这颗小行星的绝对星等为193.5288002971183等。